# Тевеліївка
Тевелі́ївка — село в Україні, у Романівській селищній територіальній громаді Житомирського району Житомирської області. Населення становить 61 особу (2001).

## Географія
Село розташоване на лівому березі річки Дреничка.

## Історія
У 1906 році село Чуднівської волості Житомирського повіту Волинської губернії. Відстань від повітового міста 64 версти, від волості 12. Дворів 18, мешканців 152.
У 1929—54 роках — адміністративний центр колишньої Тевеліївської сільської ради Дзержинського району.